# Віман (Кочосон)
Віман (кор. 위만, 衛滿, Wi Man, Wi Man) — засновник і перший правитель давньокорейського царства Чосон Вімана. Є першим корейським правителем, щодо якого збереглись дані в історичних документах.

## Біографія
Походив з давньокийтайського царства Янь. Після заснування в Китаї династії Хань почались повстання, до меж Китаю вдерлись хунну, тож Віман, як і багато його співвітчизників, був змушений тікати на схід. За ним пішли його родичі й багато інших яньців. Вони прямували до держави Кочосон. Коли вони дістались своєї мети, місцевий правитель Чун дозволив їм оселитись на корейських землях та навіть призначив Вімана воєначальником у західних землях. Однак невдовзі Віман підбурив повстання, захопив трон і проголосив власне царство. Чун утік до Чінгуку, де проголосив себе царем Хань.
Віман зробив своєю столицею місто Вангом-сон (кор. 왕검성, 王險城, ідентифікується як Пхеньян). Втім з цього приводу думки дослідників розбігаються, деякі з них вважають, що столиця Чосон Вімана розташовувалась у Ляоніні, а не в Кореї, тож володіння Вімана межували з Хань. Оскільки Хань на той момент ще не мала значної могутності, губернатор Ляодуну визнав Вімана за умов його невтручання до внутрішніх справ Китаю та підтримання миру на кордоні.
Віман, маючи значні військові сили, зумів завоювати міста Чінбон та Імдун, значно розширивши свої володіння. Втім уже 108 року до н. е., за правління онука Вімана, Уго, його державу завоював імператор Лю Че.